# Ma Lin (peintre)
Pour les articles homonymes, voir Ma Lin.

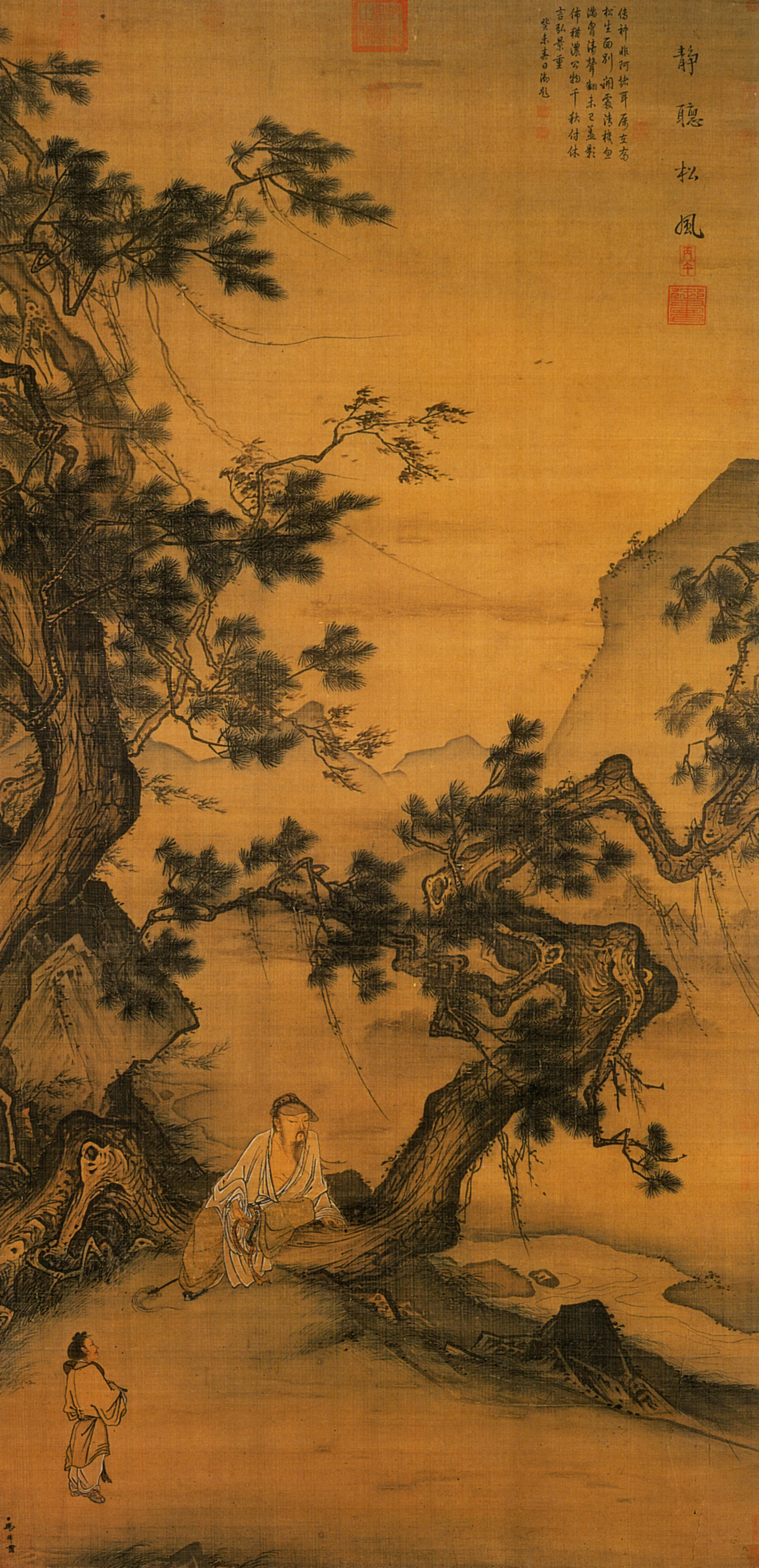
En écoutant le vent dans les pins, 1246

Ma Lin, né vers 1180 et mort après 1256, est un peintre chinois actif au cours du XIIIe siècle.

## L'Académie de peinture desSongdu Sud
Sous le règne de Gaozong, tous les anciens thèmes connaissent une renaissance sous son nouveau gouvernement, et nombre de sujets inédits sont adaptés à la nouvelle image du renouveau dynastique. L'Académie impériale est reconstituée. De nouveaux talents sont attirés dans la belle et florissante capitale de Hangzhou. De toutes les familles présentes dans cette période Song, la plus célèbre est celle de la famille Ma. Cette famille est au service des empereurs de Chine durant cinq générations. À en juger par les nombreuses œuvres qui restent de trois membres de cette famille, Ma Yuan, Ma Gongxian et Ma Lin, leur entreprise reflète parfaitement l'artisanat de la profession.
Le dernier de la famille à avoir peint pour les empereurs est Ma Lin, qui dut connaître la destruction finale des Song par les Mongols. Son touchant Paysage au couchant semble presque une effigie offerte à cette dynastie, si préoccupé qu'il est par l'expiration de la lumière et de la vision. Ma Lin représente très simplement un lac  ou un fleuve au crépuscule, tandis que quelques hirondelles passent au-dessus de l'eau, en direction du soleil couchant. Curieusement, de nombreux spécialistes notent un caractère mélancolique  dans l'art du peintre.

## Biographie
Fils du peintre Ma Yuan et peintre lui-même de paysages, de fleurs et d'oiseaux, Ma Lin travaille à l'Académie de peinture. Cette parenté lui vaut d'être l'objet d'une grande incompréhension de la part de ses compatriotes. Il doit, dès sa jeunesse, supporter le poids de quatre générations d'artistes; son père désirant absolument qu'il occupe une place de premier plan à l'Académie, a été jusqu'à signer  certaines de ses œuvres du nom de son fils. Mais, à en juger par les compositions qui nous sont parvenues, Ma Lin n'avait nul besoin de ce genre de soutien; ainsi l'admirable En écoutant le vent dans les pins, conservé au National Palace Museum de Taipei, est un des plus beaux témoins d'une attitude nouvelle à l'égard de la nature qui se fait jour peu à peu aux XIIIe siècle.

### Style et technique
Au XIIe et XIIIe siècles se fait jour progressivement, surtout dans les Académies Impériales, une attitude nouvelle à l'égard de la nature, assez proche en un sens de notre romantisme. Elle donne naissance à ces représentations  de lettrés assis au bord de précipices, perdus dans la contemplation de cascades ou de vides effrayants, dans lesquelles l'Occident a longtemps vu l'essence même de la peinture chinoise. Ma Yuan en a créé le type, imité par d'innombrables artistes. Nous devons à son fils Ma Lin, l'un des meilleurs exemples de ce style avec une grande peinture signée, En écoutant le vent dans les pins.
La jouissance de la nature est représentée comme un passe temps raffiné, délibérément poursuivi pour lui-même. L'esthète de Ma Lin, dans cette œuvre, est assis, contracté, dans la position de l'homme qui écoute; l'élégant tracé des rochers, du cours d'eau, des montagnes qui se profilent dans le lointain, les subtilités du pin, autant d'éléments qui n'existent que dans l'âme de l'esthète. Ce n'est pas la nature qui l'entoure, mais les projections affectives qu'elle suscite en lui. Dans En attendant les invités à la lueur des lanternes, œuvre conservée dans la même collection, la couleur atteint à une efficacité exceptionnelle: assis dans un pavillon donnant sur son jardin, un noble attend les amis conviés à un souper nocturne, tandis que les serviteurs vont allumer des lanternes pour éclairer les allées assombries par des arbres en fleurs.
L'atmosphère de cet instant d'attente unique est admirablement traduite par une lueur jaunâtre dans un ciel bleu-vert brouillé, les collines bleutées, une lanterne allumée dans le pavillon dont le toit se découpe sur la nuit. Loin d'être un pâle reflet du talent de son père, comme le voulaient maints critiques, Ma Lin semble, d'après ses œuvres, doté d'un caractère beaucoup plus complexe et largement méconnu. La tension, l'inquiétude qui imprègnent les peintures susdites sont en totale contradiction avec la vision souriante que prône l'Académie.
Par le raffinement de la ligne et du lavis, par l'idéalisation des formes de la nature, par l'expression, enfin, des réactions affectives de l'homme face au monde, l'artiste porte jusqu'à ses limites extrêmes une forme de paysage teinté  de romantisme à laquelle reste attaché le non de l'école Ma-Xia. Ce faisant il signe sa condamnation et après lui ce style n'a plus de signification. À partir de ce moment, l'histoire de la peinture chinoise se situe en dehors de l'Académie. Or, l'orientation de l'expression picturale qui suit, se lit dans une autre œuvre de Ma Lin.
C'est une composition signée, de dimensions réduites, intitulée Le parfum du printemps: une éclaircie après la pluie. L'auteur s'y révèle sous un jour encore plus énigmatique. Des arbres, des bambous, des bruyères prolifèrent en désordre sur le bord d'un cours d'eau. Précairement ancré entre deux rochers, un vieux prunier tordu reverdit. Le réveil végétal du printemps est ici représenté comme une poussée sauvage, sans frein; et le processus est montré tel quel, sans la moindre idéalisation. Après la plupart de ses œuvres, c'est un retour brutal au monde réel, ignorant des règles et de la bienséance. L'orthodoxie n'est pas complètement absente pourtant. Mais ici, ces éléments entrent dans une composition qui viole ouvertement le dogme, met en branle des sentiments qui n'ont pas leur place dans l'étroit répertoire affectif de l'Académie et préfigure l'avenir de la peinture sous les dynasties postérieures, où style et signification ne sont plus synonymes.

### Musées

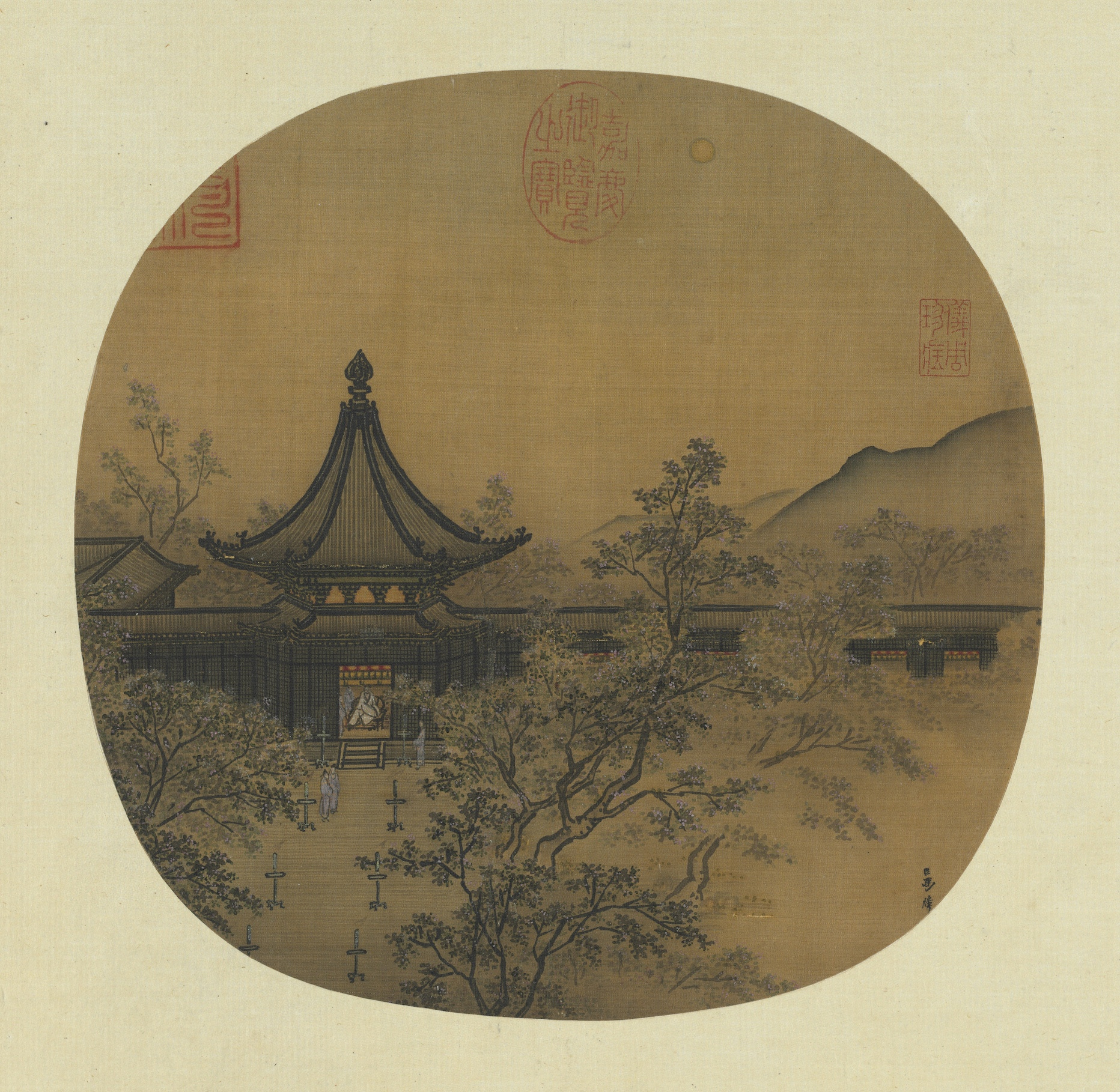
En attendant les invités à la lueur des lanternes

- Boston (Mus. of Fine Arts)En attendant les invités à la lueur des lanternes.**En regardant les feuillages d'automne assis sur un cerf, encre et couleurs légères sur soie, feuille d'album signée.
  - Ling Zhaonü debout dans la neige, encre et couleurs légères sur soie, feuille d'album portant le cachet du peintre.
  - Deux oiseaux endormis sur une branche d'érable, encre et couleurs légères sur soie, feuille d'album signée.
  - Deux hommes marchant sur la rive dans la brume du soir, éventail, encre et couleurs légères sur soie, attribution.
- Cambridge (Fogg Art Mus.):
  - Haute falaise surplombant un ruisseau, éventail.
- New York: (Metropolitan Museum of Art):
  - Le pin de montagne, éventail signé, attribution.
- Pékin (Mus. du Palais):
  - Deux branches de prunier en fleur, signé et accompagné d'un poème de Yang Meizi.
  - Deux moineaux sur un prunier en fleurs sous la neige, signé, colophon de Wang De.
  - Un paon et des petits oiseaux, feuille d'album signée.
- Taipei (Nat. Palace Mus.):Le parfum du printemps: une éclaircie après la pluie.

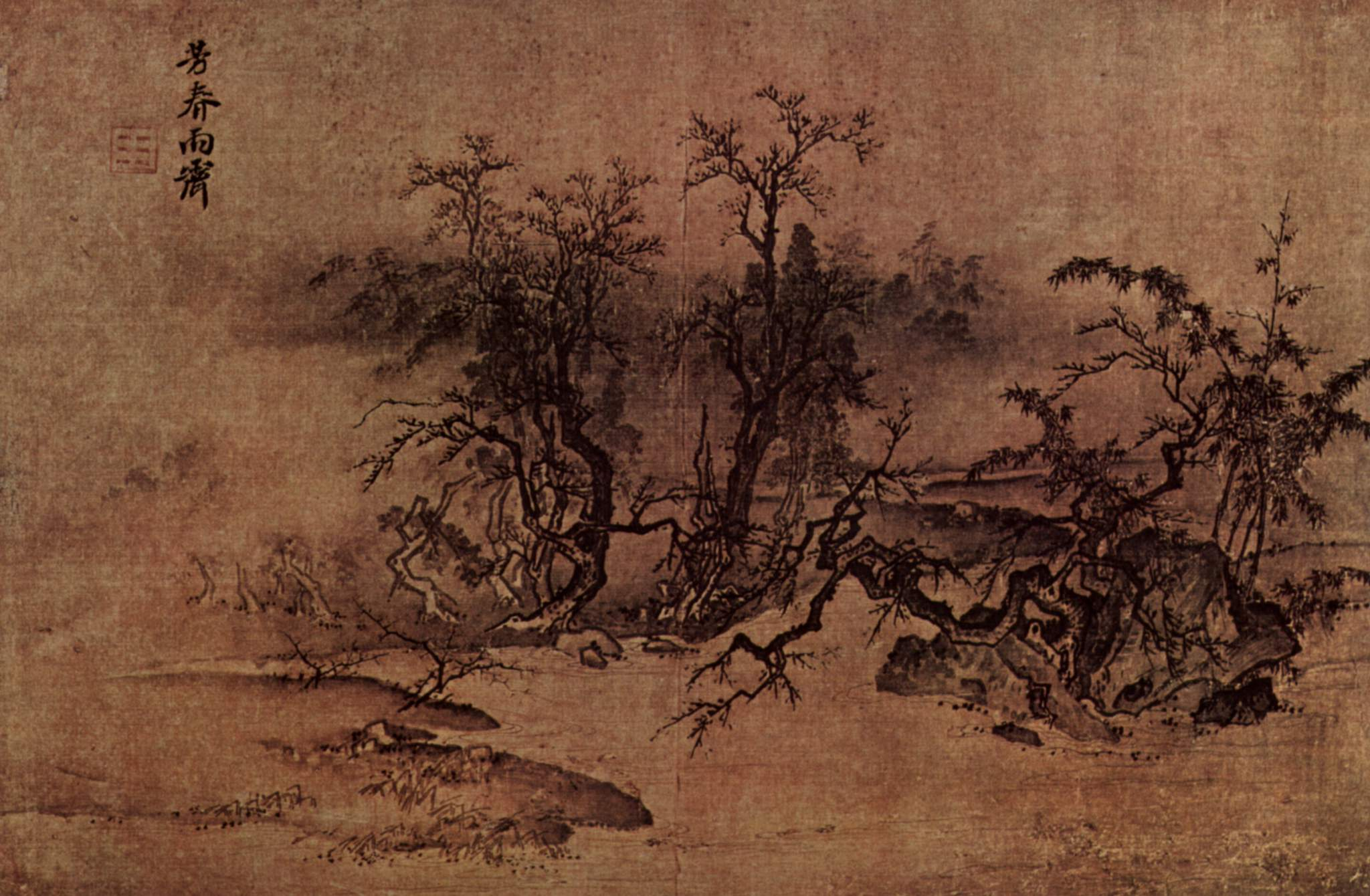
Le parfum du printemps: une éclaircie après la pluie

  - En écoutant le vent dans les pins, daté 1246, rouleau en hauteur, encre et couleurs sur soie.
  - En attendant les invités à la lueur des lanternes, encre et couleurs sur soie, feuille d'album signée.
  - Le parfum du printemps: une éclaircie après la pluie, encre et couleurs sur soie, feuille d'album signée.
  - Huit études de fleurs, feuilles d'album signées.
  - Pavillon de jardin dans les arbres en fleurs, éventail signé.
  - Trois cailles sous un prunier en fleurs dans la neige, signé.
  - Voyageur à dos de mule dans une gorge de montagne, poème de Qianlong.
  - Deux oiseaux sur la branche d'un buisson épineux près d'un tronc dans la neige, signé et accompagné d'une inscription de Yang Meizi, fragment d'un album intitulé Manghua Jizhen.
  - Montagnes rocheuses dans la brume, encre.
  - Orchidée, éventail, attribution.
- Tōkyō (musée Nezu):
  - Paysage au soleil couchant, daté 1254, encre sur soie.

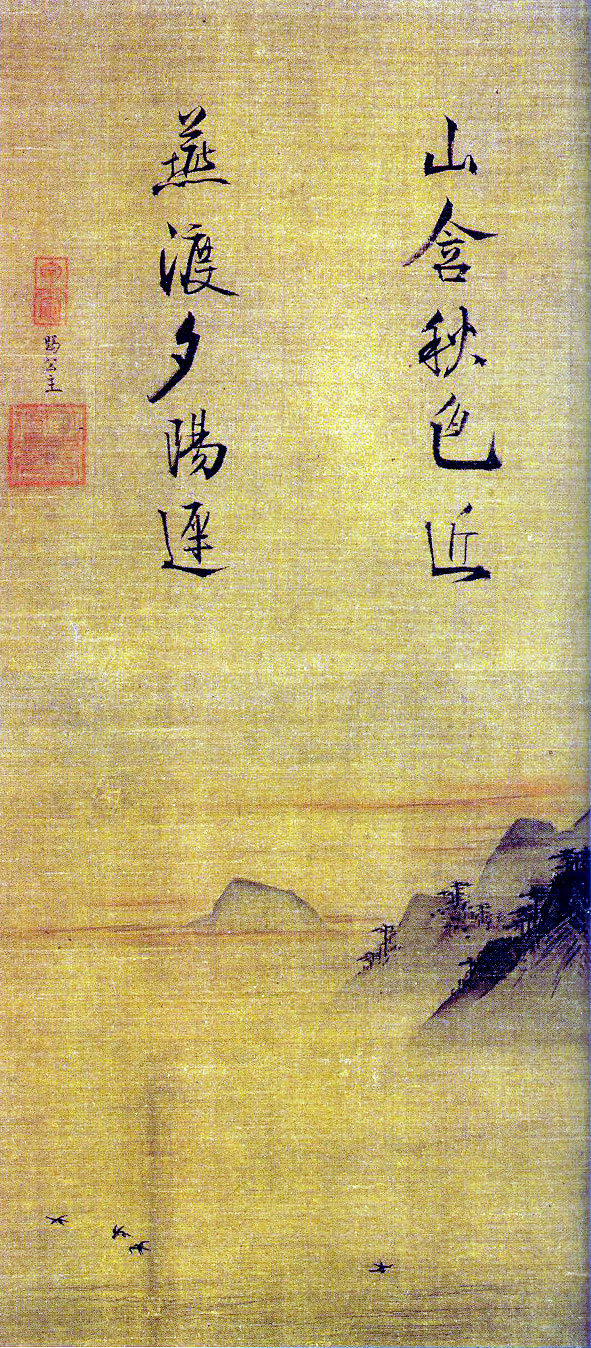
Paysage au couchant.
Empereur Yao
Fu Xi et des tortues.
Yu le Grand